# 西蔵院 (埼玉県伊奈町)
西蔵院（さいぞういん）は、埼玉県北足立郡伊奈町にある真言宗智山派の寺院。

## 歴史
創建年代は不明であるが、1598年（慶長3年）寂の寶鑁によって中興されたことから、その頃までには既に存在していたものと推測される。
当寺の本尊は阿弥陀如来像で、胎内仏として中に小型の阿弥陀如来像が入っている。寛文年間（1661年 - 1673年）の火災で堂宇は全焼したが、この本尊は何とか守り通すことができた。
当寺では寺子屋を運営しており、歴代住職の墓はその生徒（筆子）によって建てられた（筆子塚）。

## 交通アクセス
- 羽貫駅より徒歩9分。